# Bulbophyllum cribbianum
Bulbophyllum cribbianum là một loài phong lan thuộc chi Bulbophyllum.